# 松本トモノブ
松本 トモノブ（まつもと とものぶ、1977年7月25日 - ）は、日本のプロレスラー。埼玉県深谷市出身。この項には関係が深いとされるシアタープロレス卑怯者所属の覆面レスラー「ウルフ・スター☆」の経歴も記載している。

## 来歴
2003年7月21日、プロレスリング・ナイトメアバトルスフィア東京大会におけるトウカイブシドーV3戦でデビュー。3分54秒、逆片エビ固めで敗北。以降、プロレスリング・ナイトメアを主戦場とする。
2000年代中盤にターザン後藤率いるプロレス団体「ターザン後藤一派（後のスーパーFMW）」に合流。若頭としてターザンに師事し、2007年11月18日の浅草ファイト倶楽部・インディーズアリーナ大会では世界マーシャルアーツ無差別級王座挑戦者決定戦にエントリー。1回戦でマウンテンハイに敗北する。
2008年10月19日のターザン後藤一派興行でのインディー世界無差別級＆世界マーシャルアーツ無差別級王座戦で木村哲也を12分41秒、オレンジクラッシュ2008で撃破。二冠王となるが、のちに陥落。
2010年8月23日、東京・新木場1stRING大会ではミスター・ポーゴ、羽沙羅、ナカタ・ユウタと組みターザン後藤＆シャーク土屋、鶴巻伸洋、鮎川レイナ組と対戦。10月2日に東京・新木場1stRING大会ではジ・ウインガーの保持するアメリカスヘビー級王座に挑戦。また、30代選手を中心にユニット「三十士」を結成した（結成時のメンバーは松本トモノブ、安倍健治、吉田充宏）。
2016年1月10日、黄昏番長プレゼンツ『GENOCIDE FEST』（新木場1stRING）でバトルスフィア時代に切磋琢磨した宮本裕向と6年ぶりにタッグで激突。その後、メインイベントにもミステリアスパートナーとして佐々木貴＆石川修司、宮本裕向と組み、葛西純＆竹田誠志、藤田ミノル、吹本賢児組を撃破。「俺はプロレス界の一番底辺だけど！　絶対這い上がってみせます！」とリング上で誓った。

## 得意技
オレンジクラッシュ2008
みちのくドライバーII

## タイトル歴
- インディー世界無差別級王座
- 世界マーシャルアーツ無差別級王座

## ウルフ・スター☆
2007年10月7日、水上プロレス北越谷西口駅前公園大会において松本によく似た体形の狼仮面、ウルフ・スター☆がデビュー（対戦相手はタマエ・スター）。下町プロレスやアマチュアプロレスにも参戦した。同一人物であるかの明示はないものの、以前、松本のツイッターにてウルフ・スター☆のマスクやスケジュールが明かされていた。前述した突如休業の為、以降のウルフ・スター☆は2代目である。
2015年3月8日、東京・水道橋アカデミアアーザで行われた「ミニカチョ4」をきっかけに同年からはシアタープロレス花鳥風月に出没。7月20日、王子小劇場にて行われた花鳥風月タッグトーナメントでは、高岩竜一と結成した「高岩風月」として山本裕次郎＆マッチョ・マイケルズ組、勝村周一朗＆江利川祐組、服部健太＆三尾祥久組を撃破し、怪我を負いながら初優勝した。
2016年2月14日、東京・東京タワースタジオにて行われた花鳥風月『Vol.36 「世の中よあはれなりけり」』ではブラックタイガー＆リアルブラックタイガーと組み、元光GENJI・山本淳一デビュー戦の相手を務めた。
4月16日、東京・スターライズタワー（東京タワースタジオ）大会にて、ウルトラマンロビン＆リアルブラックタイガー戦（パートナーは菊タロー）後にシアタープロレス花鳥風月への入団を発表。
7月10日、花鳥風月の別ブランド「シアタープロレス卑怯者」を設立。
2017年8月20日、四谷アウトブレイクにて行われた『四谷暴動』では朝昼と葛西純と対戦。2連敗後、夜に画鋲沈没デスマッチで再々戦を要求し勝利した。
2018年6月24日、四谷アウトブレイクでの「早朝バズーカ」で葛西純、竹田誠志と3WAYマッチで対戦。その後7月1日、「シアター卑怯者プロレス・ウルフスター15周年記念興行」をシアターバビロンの流れのほとりにてで開催。葛西純と有刺鉄線ボード＆蛍光灯ボードマッチで対戦し敗北も、松本トモノブとしての始まりだとエールを送られた。
2018年10月、「社会通念上、万死に値する行い」を理由にシアタープロレス花鳥風月を解雇された。
2019年1月23日、3月3日に自主興行を行い復帰することを発表。

## 人物
- ウルフ・スター☆としては、ミニカチョ4で対戦した河童戦士・瓦井寿也に対抗心を燃やし、初対戦以降、対戦時はキュウリを武器にして闘っている。

## メディア出演

### テレビ
- モヤモヤさまぁ～ず2「王子周辺」（2018年3月4日、テレビ東京）[19]

### インターネット配信
- 花鳥風月Ustreem（2015年、2016年11月12日、Ustream）− ゲスト

### CM
- 忍者WARS事務局「忍者WARS決戦予告」ハットトリック＆オウンゴールのゆくえ編[20]- ウルフ・スター☆（2016年9月 − ）